# Piacenza Sportiva 1948-1949
Questa voce raccoglie le informazioni riguardanti la Piacenza Sportiva nelle competizioni ufficiali della stagione 1948-1949.

## Stagione
Nella stagione 1948-1949 il Piacenza ha disputato il girone A della nuova Serie C a quattro gironi, un torneo massacrante di 42 giornate con 22 squadre. Con 35 punti in classifica ha ottenuto una miracolosa salvezza. A torneo concluso è stato infatti accolto un esposto del Piacenza che evidenziava una irregolarità nel tesseramento del calciatore e portiere Carlo Brasca del Magenta, i due punti presi a tavolino portano ad una insperata salvezza. Il torneo è stato vinto dal Fanfulla di Lodi con 56 punti che si prende l'unico posto disponibile e sale in Serie B.
In casa biancorossa si inizia il torneo con in panchina Antonio Benassi che getta la spugna dopo otto giornate segnate da una difficile partenza con sei sconfitte di fila, al suo posto Enzo Melandri che tenta di risollevare le sorti della squadra senza riuscirci. Poi dalla sedicesima giornata tocca a Giuseppe Marchi tentare l'impresa di salvare una stagione assai complicata. Ci riuscirà con bravura ed anche un pizzico di fortuna. Miglior realizzatore di stagione Angiolo Bonistalli con undici centri, ben spalleggiato da Eugenio Tosi con nove reti e Vincenzo Coltella con otto reti.

## Rosa
| N. |                   | Ruolo | Calciatore            |
| -- | ----------------- | ----- | --------------------- |
|    | Italia (bandiera) | C     | Francesco Bellocchio  |
|    | Italia (bandiera) | A     | Giovanni Bertuzzi     |
|    | Italia (bandiera) | C     | Francesco Bergamasco  |
|    | Italia (bandiera) | C     | Orlando Bissi (I)     |
|    | Italia (bandiera) | A     | Angiolo Bonistalli    |
|    | Italia (bandiera) | A     | Dionigio Borsari      |
|    | Italia (bandiera) | A     | Giuseppe Cella        |
|    | Italia (bandiera) | A     | Vincenzo Coltella     |
|    | Italia (bandiera) | D     | Giuseppe Confalonieri |
|    | Italia (bandiera) | C     | Francesco Fiorani     |
|    | Italia (bandiera) | A     | Giovanni Ghizzoni     |
|    | Italia (bandiera) | A     | Enrico Loranzi        |

| N. |                   | Ruolo | Calciatore         |
| -- | ----------------- | ----- | ------------------ |
|    | Italia (bandiera) | C     | Mario Magotti      |
|    | Italia (bandiera) | D     | Dante Ravani       |
|    | Italia (bandiera) | A     | Carlo Ravizzoli    |
|    | Italia (bandiera) | C     | Antonio Resmini    |
|    | Italia (bandiera) | P     | Furio Scarpellini  |
|    | Italia (bandiera) | A     | Giovanni Sguinzo   |
|    | Italia (bandiera) | D     | Adelmo Toffanetti  |
|    | Italia (bandiera) | D     | Franco Torreggiani |
|    | Italia (bandiera) | A     | Eugenio Tosi       |
|    | Italia (bandiera) | C     | Gino Vaghini       |
|    | Italia (bandiera) | C     | Lorenzo Zanoni     |

## Serie C girone A

### Girone di andata
| Arbitro: | Pinardi (Milano) |

|  |           |            |
|  | Marcatori | 41’ Baroni |

| Arbitro: | Barani (Modena) |

|          |           |  |
| Tosi 34’ | Marcatori |  |

| Arbitro: | Rabitti (Genova) |

|                                  |           |            |
| Mariani Pierino 4’ Jacobitti 83’ | Marcatori | 15’ Ravani |

| Arbitro: | Brigo (Torino) |

|                         |           |            |
| Binda 45’ Strazzani 75’ | Marcatori | 35’ Zanoni |

| Arbitro: | Trentin (Torino) |

|          |           |                                     |
| Tosi 84’ | Marcatori | 17’, 77’ De Luca 43’, 59’ Ferraresi |

| Arbitro: | Fornari (Bologna) |

|                        |           |  |
| Reddi 56’ Trevisan 77’ | Marcatori |  |

| Arbitro: | Cabiati (Casale Monferrato) |

|                               |           |                                                       |
| Fiorani 56’ Coltella 61’, 89’ | Marcatori | 51’ Santini 53’ Dominietto 79’ Fioccardi 81’ Gerbotto |

| Arbitro: | Magni (Bergamo) |

|             |           |  |
| Prelati 29’ | Marcatori |  |

| Arbitro: | Fumagalli (Milano) |

|                                        |           |             |
| Sguinzo 16’ Bertuzzi 48’ Tosi 52’, 62’ | Marcatori | 60’ Rosolia |

| Arbitro: | Pirali (Gallarate) |

|                      |           |              |
| Facchin 7’, 46’, 69’ | Marcatori | 24’ Coltella |

| Arbitro: | Bronzini (Milano) |

|          |           |             |
| Tosi 66’ | Marcatori | 88’ Ronconi |

| Vigevano 8 dicembre 1948 12ª giornata | Vigevano         | 0 – 0 | Piacenza | Stadio Dante Merlo\| Arbitro: \| Trentin (Torino) \| |
| Arbitro:                              | Trentin (Torino) |       |          |                                                      |

| Arbitro: | Costantini (Venezia) |

|                                  |           |  |
| Galbersanini 17’, 90’ Veneri 67’ | Marcatori |  |

| Arbitro: | Fortina (Novara) |

|  |           |                                                       |
|  | Marcatori | 32’ Barbini 53’, 89’ Goldaniga 65’ Capra 80’ Galliani |

| Vercelli 26 dicembre 1948 15ª giornata | Pro Vercelli      | 0 – 0 | Piacenza | Stadio Leonida Robbiano\| Arbitro: \| Barbieri (Milano) \| |
| Arbitro:                               | Barbieri (Milano) |       |          |                                                            |

| Arbitro: | Cantarelli (Parma) |

|             |           |         |
| Magotti 39’ | Marcatori | 52’ Vay |

| Arbitro: | Franzi (Vercelli) |

|                                      |           |              |
| Semoli 1’ Re Dionigi 25’ Dreossi 35’ | Marcatori | 87’ Coltella |

| Arbitro: | Rosso (Casale Monferrato) |

|  |           |             |
|  | Marcatori | 88’ Ristori |

| Arbitro: | Fumagalli (Milano) |

|            |           |  |
| Chiodo 11’ | Marcatori |  |

| Arbitro: | Baldo (Alessandria) |

|  |           |             |
|  | Marcatori | 60’ Ghiandi |

| Arbitro: | Viarengo (Asti) |

|                            |           |                             |
| Bianchi 48’ D. Carrara 73’ | Marcatori | 3’ Ravizzoli 15’ Bonistalli |

### Girone di ritorno
| Arbitro: | Franchi (Monfalcone) |

|                        |           |                |
| Agosti 46’ Bianchi 88’ | Marcatori | 51’ Bonistalli |

| Arbitro: | De Mari (Torino) |

|                             |           |                          |
| Kump 15’ D'Alessio 25’, 31’ | Marcatori | 70’ Magotti 87’ Coltella |

| Arbitro: | Milanone Ridor (Biella) |

|                              |           |  |
| Bonistalli 19’, 82’ Tosi 90’ | Marcatori |  |

| Arbitro: | Conone (Asti) |

|               |           |  |
| Bonistalli 1’ | Marcatori |  |

| Arbitro: | Menchini (Udine) |

|                               |           |                       |
| Ferraresi 20’ Del Signore 21’ | Marcatori | 31’ Coltella 90’ Tosi |

| Arbitro: | Zago (Treviso) |

|                                          |           |  |
| Borsari 24’ Ravizzoli 74’ Bonistalli 79’ | Marcatori |  |

| Arbitro: | Perego (Milano) |

|             |           |                    |
| Santini 90’ | Marcatori | 31’ (rig.) Borsari |

| Arbitro: | Crivelli (Viareggio) |

|                            |           |           |
| Bonistalli 15’ Borsari 22’ | Marcatori | 3’ Szobel |

| Arbitro: | Campanati (Milano) |

|                                    |           |               |
| Giovanni Operto 36’ Della Casa 75’ | Marcatori | 23’, 64’ Tosi |

| Piacenza 17 aprile 1949 31ª giornata | Piacenza         | 0 – 0 | Vogherese | Barriera Genova\| Arbitro: \| Pinardi (Milano) \| |
| Arbitro:                             | Pinardi (Milano) |       |           |                                                   |

| Arbitro: | Zilli (Reggio Emilia) |

|                                    |           |                                           |
| Castelli 18’ Toffanetti 85’ (aut.) | Marcatori | 30’ Coltella 58’ Ravizzoli 74’ Bonistalli |

| Arbitro: | Pizzato (Mestre) |

|             |           |  |
| Borsari 73’ | Marcatori |  |

| Arbitro: | Ciriotto (Venezia) |

|  |           |           |
|  | Marcatori | 42’ Brena |

| Arbitro: | Forza (Monfalcone) |

|                      |           |  |
| Bandirali 39’ (rig.) | Marcatori |  |

| Arbitro: | Balestrino (Oneglia) |

|                              |           |            |
| Bonistalli 40’ Ravizzoli 72’ | Marcatori | 62’ Serone |

| Arbitro: | Coppa (Como) |

|                              |           |  |
| Zini 17’ Vay 45’ Cuzzoni 55’ | Marcatori |  |

| Arbitro: | Fortina (Novara) |

|             |           |                                          |
| Borsari 50’ | Marcatori | 51’ Re Dionigi 84’ Cappelli 86’ Siccardi |

| Arbitro: | Magni (Bergamo) |

|                    |           |            |
| Mina 33’, 38’, 64’ | Marcatori | 62’ Ravani |

| Arbitro: | Bazzi (Como) |

|                                       |           |                    |
| Bonistalli 17’, 18’, 25’ Coltella 69’ | Marcatori | 46’, 85’ Ferraroni |

| Arbitro: | Ricci (Brescia) |

|             |           |                           |
| Bicicli 92’ | Marcatori | 25’ (aut.) Bosi 80’ Bissi |

| Arbitro: | De Gregorio (Legnano) |

|                               |           |             |
| Loranzi 5’, 40’ Ravizzoli 15’ | Marcatori | 65’ Bianchi |